# Фернандес, Ньевес
Ньевес Фернандес — филиппинская школьная учительница и партизанский командир в Таклобане во время Второй мировой войны. Имея отряд в 110 человек, ей удалось уничтожить более 200 японских солдат во время Второй мировой войны. Императорская японская армия объявила награду в размере 10 000 филиппинских песо за ее голову, но захватить ее не удалось.

## До войны
Фернандес владела собственным бизнесом, пока японцы не вторглись в Содружество Филиппин в 1941 году. Оккупанты жестоко обращались с военнопленными, подвергая их пыткам, в том числе, хирургическим операциям без наркоза. Фернандес, в то время работавшая учительницей, опасалась, что ее учеников могут забрать японские войска. Кроме того, многие женщины опасались, что Императорская японская армия станет использовать их в качестве женщин для утех, также женщины часто подвергались сексуальному насилию. Все это привело Фернандес к решению начать вооруженное сопротивление.

## Партизанский командир
Из местных мужчин Фернандес организовала партизанский отряд. Она обучала мужчин боевым навыкам, обращению с ножами, изготовлению примитивных дробовиков из газовых труб и самодельных гранат. Иногда им удавалось захватывать японское оружие. Фернандес стала первой и единственной известной партизанкой на Филиппинах во время Второй мировой войны.
Носила черное платье и ходила босиком, что позволяло скрытно подбираться к японским солдатам и бесшумно убивать их с помощью ножа (боло). Действуя в одиночку, она уничтожила десятки вражеских солдат. Японцы предложили за ее голову награду в 10 000 филиппинских песо. Она так и не попала в плен, но однажды была ранена.
Японцы надеялись, что кто-то из знакомых предаст её, но этого так никто и не сделал. Ньевес Фернандес и её партизанскому отряду удалось убить 200 японских солдат.
Фактов об этой женщине почти не сохранилось: единственное достоверное упоминание о Ньевес Фернандес содержится в статье от третьего ноября 1944 года, опубликованной в газете «Льюистон Дейли Сан» (англ. Lewiston Daily Sun), вышедшей в Льюистоне, штат Мэн под названием «Школьная учительница руководила партизанами на Лейте» (англ. The school-madam led guerrillas on Leyte). Содержание именно этой статьи распространилось в Интернете.

## Бесшумные убийства
Фернандес была опытным стрелком и мастером использования ножа боло. Ее техника бесшумного убийства заключалась в нанесении удара позади и ниже мочки уха, который перерезал сонную артерию и яремную вену, ведущие к мозгу, что вызывало немедленную потерю сознания.